# Bassaniodes loeffleri
Bassaniodes loeffleri es una especie de araña cangrejo del género Bassaniodes, familia Thomisidae. Fue descrita científicamente por Roewer en 1955.

## Distribución
Esta especie se encuentra en Grecia, Turquía, Cáucaso, Irán, Kazajistán y Asia Central.